# Usine de Grands Bois
L'usine de Grands Bois fut un centre de traitement de la canne à sucre important du Sud de l'île de La Réunion, département d'outre-mer français de l'océan Indien. Située sur le territoire communal de Saint-Pierre, à proximité de Petite-Île, elle a fonctionné de 1830 à 1991. Elle est aujourd'hui restaurée et reconvertie en pôle économique.

## Historique

### Le vaste domaine sucrier
Une première sucrerie existe sur le site dès les années 1830, fondée par Félix Marie Vincent Blainville Choppy. Elle regroupe plusieurs habitations et les usines de Terre-Rouge, de la Cafrine ou encore de Manapany. En plus de la fabrication du sucre que l’usine retirait de la canne, l’établissement comportait une distillerie qui fabriquait des produits dérivés tels que l’alcool et le rhum, des ateliers, des camps pour les esclaves et les engagés et des maisons pour les techniciens et les employés.

### Abolition de l'esclavage en 1848
La Deuxième République abolit définitivement l'esclavage par décret en 1848. Cette abolition s'accompagne toutefois de l'indemnisation des propriétaires esclavagistes. Félix Marie Vincent Blainville Choppy touche ainsi, en 1849, la somme de 235 149 Francs en compensation du préjudice financier causé par l'affranchissement de tous ses esclaves,.
Pour faire face à la pénurie de main-d’œuvre provoquée par l'affranchissement général des esclaves, les planteurs et industriels se tournent vers le système de l'engagisme pour s'approvisionner en travailleurs agricoles, originaires principalement d'Inde (Malbars), et dans une moindre mesure de l’Afrique et de Madagascar.

### Modernisation

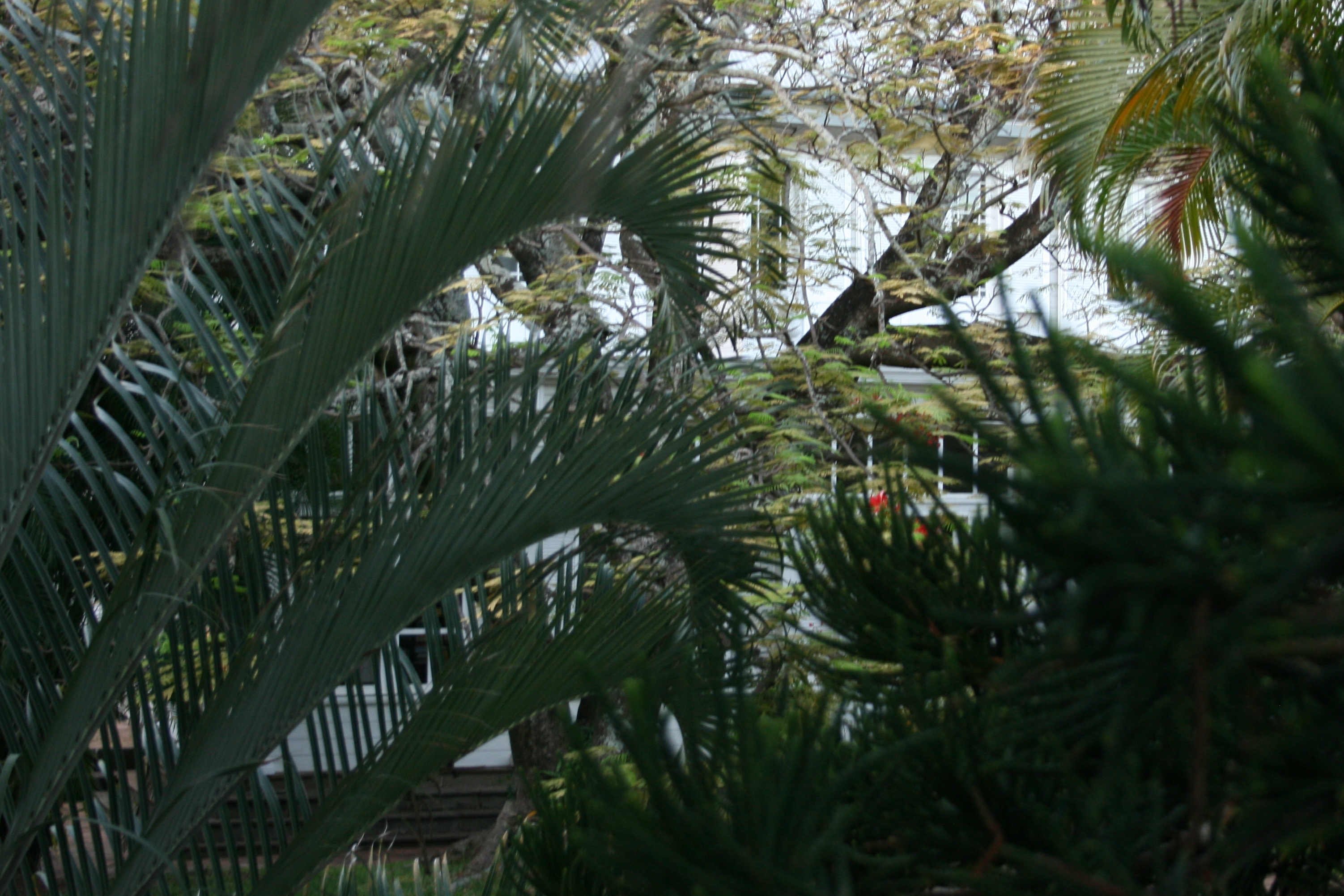
Ancienne maison des directeurs de Grands Bois, aujourd'hui inscrite aux Monuments historiques.

En 1875, une sucrerie plus importante est rebâtie sous la direction de Charles Augustin Choppy, fils de Blainville. La façade sud présente de nombreux détails révélant l'influence néoclassique à l'honneur dans l'île depuis les premières années du XIXe siècle. Résidant le plus souvent en métropole, Charles Augustin Choppy confie la gestion de ses biens à des hommes de confiance, comme Jean-Baptiste Célicourt Dennemont ou Valère Hugot, dernier directeur des domaines Choppy.
En 1919, Charles Augustin Choppy, demeurant à Paris, vend à Georges Rougier Lagane la totalité du domaine pour le prix de 3 millions de francs.

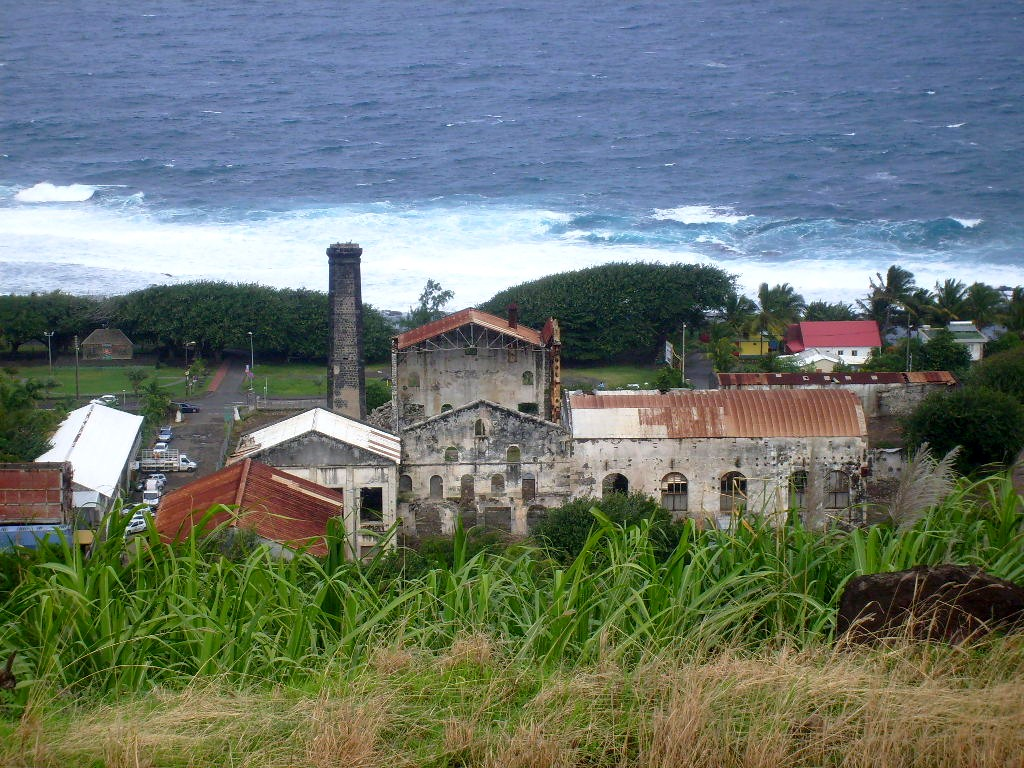
Site de l'usine de Grand-Bois avant rénovation.

Les propriétés sont ensuite cédées en 1922 à la Société foncière Maurice-Réunion. En partie démembré, le domaine est racheté par les actionnaires de la Société anonyme des Grands Bois, fondée à la fin des années 1920, qui fusionne en 1948 avec d'autres sociétés sucrières pour donner naissance aux sucreries de Bourbon.

### Fermeture et reconnaissance patrimoniale
Grands Bois ferme définitivement ses portes en 1991, et sa production est orientée vers l'usine actuelle du Gol à Saint-Louis. La cheminée est inscrite en totalité à l'inventaire supplémentaire des Monuments historiques depuis le 14 juin 2002, ainsi que son terrain d’assiette.

### Reconversion à partir de 2010
À partir de 2010, l'usine est restaurée pour devenir le nouveau pôle économique de la ville avec des logements sociaux, des commerces, une médiathèque et une crèche. L'inauguration a eu lieu le 28 avril 2012. En septembre 2023, une médiathèque baptisée Angelo Lauret, nom d'un militant agricole, ouvre ses portes sur les ruines.